# Ностини, Джулиано
Джулиано Ностини (итал. Giuliano Nostini, 3 октября 1912 — 16 августа 1983) — итальянский фехтовальщик-рапирист, многократный чемпион мира, призёр Олимпийских игр; брат Ренцо Ностини.

## Биография
Родился в 1912 году в Риме. В 1933, 1934 и 1935 годах становился обладателем золотых медалей Международных первенств по фехтованию. В 1937 году стал чемпионом первого официального чемпионата мира по фехтованию (тогда же Международная федерация фехтования задним числом признала чемпионатами мира все прошедшие ранее Международные первенства по фехтованию). В 1938 году также стал обладателем золотой медали чемпионата мира.
После Второй мировой войны в 1947 году стал обладателем серебряной медали чемпионата мира. В 1948 году стал серебряным призёром Олимпийских игр в Лондоне. На чемпионате мира 1949 года завоевал золотую и бронзовую медали.